# خاره چسب ایرانی
خاره چسب ایرانی (نام علمی: Acroloxus pseudolacustris) نام یک گونه از سرده خاره‌چسب رودخانه است. خاره چسب ایرانی یک گونه بسیار کوچک از حلزون‌های آب شیرین است که در سال ۲۰۱۲ میلادی در ایران کشف شده‌است، این گونه در استان گیلان و احتمالاً مازندران یافت می‌شود.